# Polyamorphisme
Ne doit pas être confondu avec Polymorphisme.
En science des matériaux, le polyamorphisme est la possibilité pour une substance d'exister sous différentes formes amorphes. C'est l'analogue du polymorphisme des matériaux cristallins.
Bien que l'arrangement atomique d'un matériau amorphe ne possède pas d'ordre à grande distance certaines propriétés de différents polyamorphes, telles que la densité, peuvent être différentes. En fait, de nombreuses substances amorphes peuvent exister avec des caractéristiques différentes (par exemple des polymères), mais on ne parle de polyamorphisme que quand il existe deux états amorphes distincts avec une transition de phase claire et discontinue (du premier ordre) entre eux. Lorsqu'il s'agit de deux liquides stables, on parle de transition de phase liquide-liquide.

## Polyamorphisme solide-solide
Exemples :
- polyamorphisme de la glace amorphe, du silicium ou du germanium amorphes ;
- le verre de silice, lorsqu'on le soumet à une pression hydrostatique d'environ 8 GPa, subit une transition irréversible vers un état plus densifié. Une fois revenu à pression ambiante, on obtient de la silice compactée (ce fait est connu depuis les années 50 et les travaux de Bridgman). Une recuisson dans l'intervalle de transformation (environ 1 400 K) permet de retourner au matériau initial.

## Polyamorphisme liquide-liquide
Des transitions de phase liquide-liquide ont été prédites, par des calculs de dynamique moléculaire, pour de nombreuses substances dont l'eau,, le silicium, le dioxyde de carbone, le carbone, l'hydrogène et l'azote. Dans certains cas, les calculs prédisent que la courbe d'équilibre liquide-liquide (dans le diagramme P-T) se termine en un point critique, comme pour l'équilibre liquide-vapeur. Dans le cas de l'eau, la proximité de ce point critique a été invoquée à plusieurs reprises pour expliquer certaines anomalies thermodynamiques.
Expérimentalement, des transitions liquide-liquide ont essentiellement été observées dans des liquides surfondus — donc métastables — (mélanges Y2O3–Al2O3, eau, et quelques autres liquides moléculaires,,), mais aussi dans quelques liquides stables (phosphore, soufre). Le seul point critique liquide-liquide réellement mis en évidence est celui du soufre, en 2020.